# Čulym (città)
Čulym (in russo Чулым) è una città situata nell'Oblast' di Novosibirsk, in Russia, sul fiume Čulym, circa 130 km a ovest di Novosibirsk. Popolazione: 12.100 abitanti (censimento del 2005); 12.275 abitanti (censimento del 2002); 13.703 abitanti (censimento del 1989).

## Storia
Čulym è stata fondata nel 1762 con il nome di Čulymskoe (in russo Чулымское). Nel 1898, vi fu costruita una ferrovia. Nel 1947, acquisì lo status di città.